# Lindenbrück (Zossen)

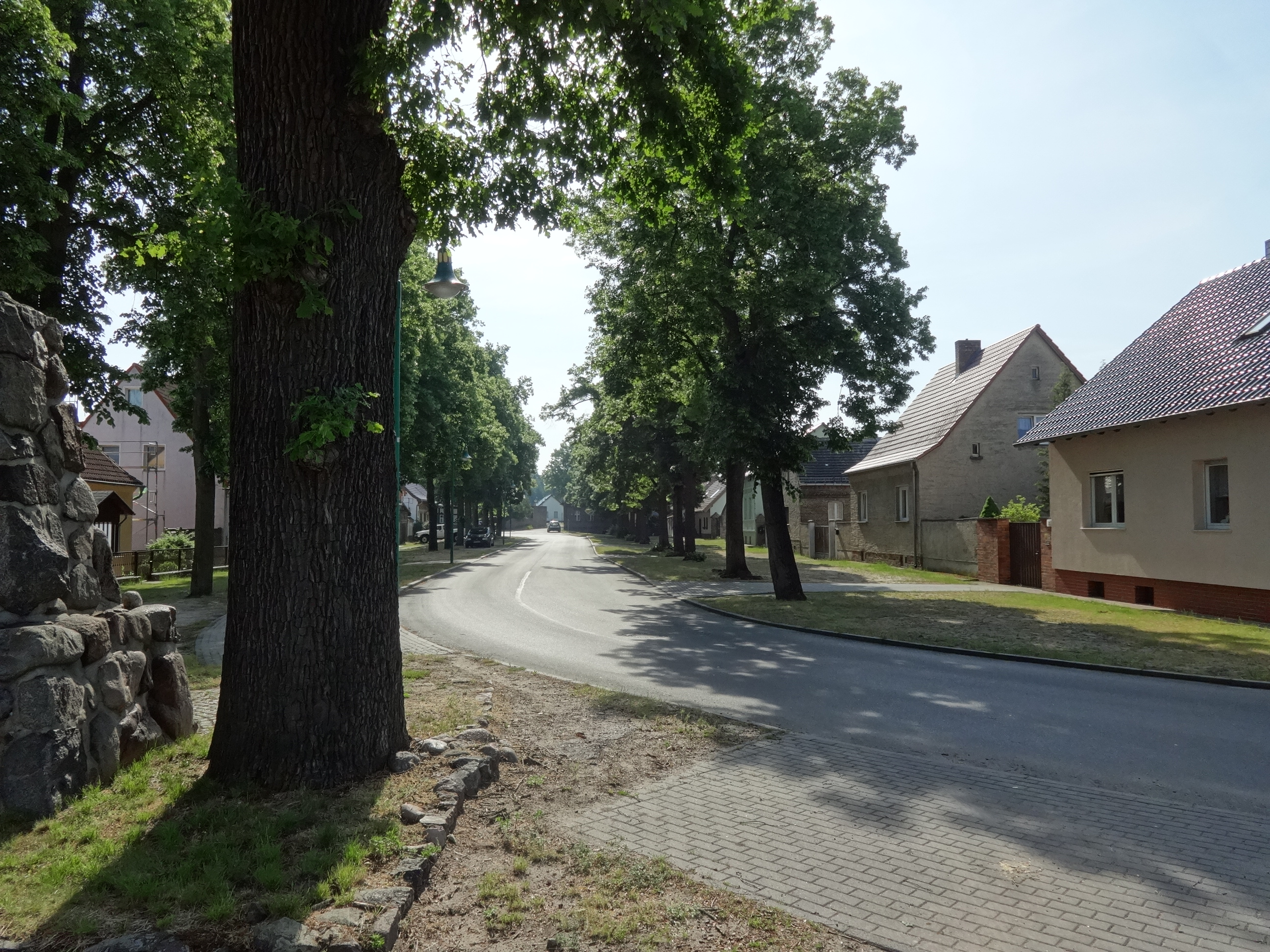
Dorfstraße in Lindenbrück

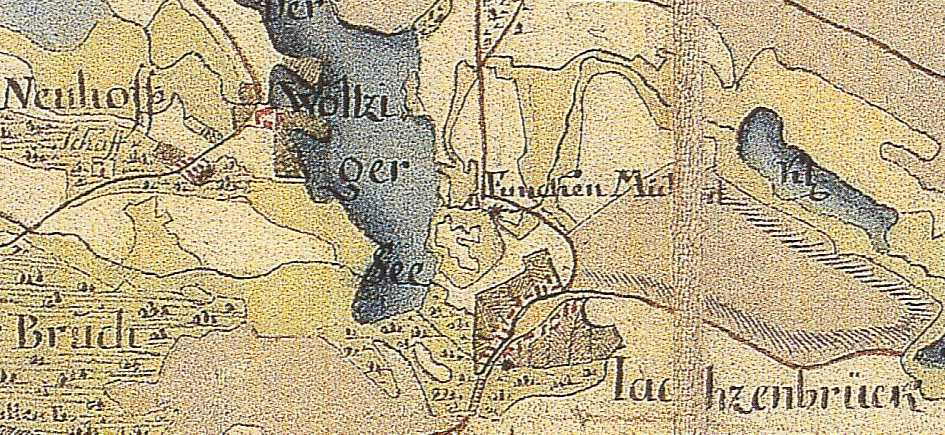
Lindenbrück (Iachzenbrück) und Funkenmühle auf der Schmettauschen Karte von 1767–87

Lindenbrück ist ein Ortsteil der Stadt Zossen im Landkreis Teltow-Fläming (Brandenburg). Der Ort hieß bis 1937 Jachzenbrück und war bis zur Eingemeindung 1998 nach Wünsdorf eine selbständige Gemeinde. 1874 war Funkenmühle und 1974 Zesch am See nach Jachzenbrück bzw. Lindenbrück eingemeindet worden.

## Geographische Lage
Der Ortsteil Lindenbrück der Stadt Zossen liegt im südlichen und südöstlichen Teil des Stadtgebietes. Er entstand durch die Eingemeindungen der ehemals selbständigen Gemeinden Funkenmühle und Zesch am See. Der Kernort liegt ca. 600 m südlich vom Südufer des Wolziger Sees entfernt. Funkenmühle liegt am Ostufer des Wolziger Sees knapp 2 km nördlich des Kernortes. Zesch am See liegt 2,5 km südöstlich des Kernortes zwischen dem Kleinen und Großen Zeschsee. Mit dem Kleinen und Großen Möggelinsee liegen zwei weitere Seen auf der Gemarkung des Ortsteils. 1860 war Gemarkung insgesamt 3487 Morgen groß. 1900 wurde die Größe der Feldmark mit 1158 ha, und 1939 mit 1160 ha angegeben. Der kleine Zuwachs zwischen 1900 und 1939 entstand durch die Eingemeindung kleinerer Exklaven des Gutsbezirkes Zehrensdorf auf Lindenbrücker Gemarkung im Jahr 1928.

## Geschichte und Etymologie

### 15. und 16. Jahrhundert
Der Ortsteil Lindenbrück  besteht aus den ehemals selbständigen Gemeinden Lindenbrück,  Funkenmühle und Zesch am See, die jeweils bis zu deren Eingemeindung ihre eigene Geschichte hatten. Der Kernort Lindenbrück wurde 1442 als „Jaxinbrucke“ erstmals in einer Urkunde erwähnt. Er gehörte zu dieser Zeit zur Herrschaft Zossen, die im Besitz der Herren v. Torgow war. Das Dorf wurde damals laut der Urkunde der Margarete v. Torgow als Leibgedinge eingeräumt. Der Name ist nach Schlimpert ein slawisch-deutscher Mischname. Jaks ist als Personenname zu interpretieren, also Brücke eines Jaks. Dabei ist der PN abgeleitet von urslaw. jak- tapfer. Der Ortsname Jachzenbrück wird häufig mit Jaxa von Köpenick in Verbindung gebracht. Dies ist jedoch unsicher, da sicher noch andere Personen Jaxa oder ähnlich hießen und dem Ort den Namen gegeben haben können. Dagegen leitet Martin May den Namen aus dem Althochdeutschen ab, zu jachsen = bekennen, beichten schwatzen oder ahd. gahi, mhd. gahe = jähe, plötzlich, rasch, im Sinne einer rasch hergestellten Notbrücke (oder provisorischen Brücke). Lindenbrück wird im Historischen Ortslexikon als Gassendorf bezeichnet. Im Schmettauschen Kartenwerk von 1767–1787 ist der Ort jedoch als Angerdorf gezeichnet.

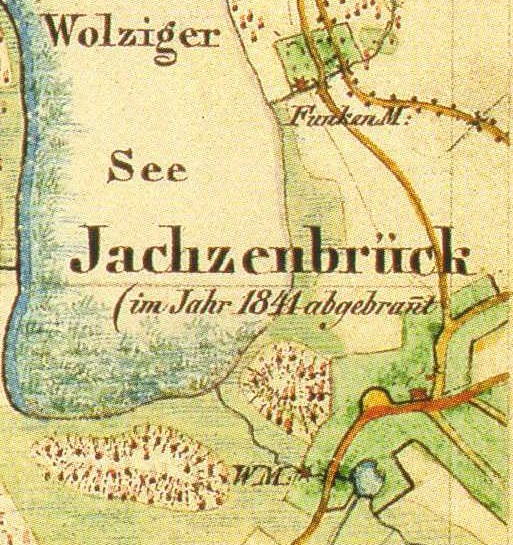
Lindenbrück auf dem Urmesstischblatt von 1841

1476 verkaufte Bernhard v. Torgow Jachzenbrück zusammen mit Fernneuendorf an den Jurgen v. Schlieffen (Schlieben) um 640 rheinische Gulden, behielt sich aber den Rückkauf vor. 1490 erwarb der brandenburgische Kurfürst Johann Cicero die Herrschaft Zossen und wandelte sie in ein Amt um. Er kaufte 1496 Jachzenbrück und Fernneuendorf von Ulrich, dem Sohn des Jurgen v. Schlieben um denselben Betrag zurück, wie die beiden Dörfer verkauft worden waren. Jachzenbrück zählte zur sog. „wendischen Seite“ des Amtes Zossen. 1545 war der Ort in 10 Hufen aufgeteilt. Es wohnten im Ort ein Lehnschulze, acht Bauern und acht Kossäten. Außerdem gab es eine Wassermühle im Ort. Die Bewohner hatten die Fischereirechte auf dem Großen und Kleinen Möggelinsee inne. Nach dem Erbregister des Amtes Zossen aus dem Jahr 1583 bewirtschaftete der Lehnschulze zwei Hufen, die acht Bauern je eine Hufe. Die Hufen maßen je 12 Morgen und 159 Quadratruten (QR). Das entspricht etwa 5,3 ha. Außerdem saßen neun Kossäten im Dorf, die jeweils Acker und Wiesen besaßen. Zwei Kossätenstellen waren erst 1574 und 1576 eingerichtet worden. Die Wassermühle hatte einen Gang (der Müller wurde zu den Kossäten gerechnet). Im Jahr 1583 gab es den Lehnschulzen, der zwei Hufen bearbeitet, acht Einhufner mit je 12 Morgen 159 QR sowie neun Kossäten mit Acker und Wiesen.

### 17. Jahrhundert
Vor dem Dreißigjährigen Krieg lebten im Jahr 1624 neun Hufner im Ort. Es gab eine Mühle mit einem Rad sowie einen Hirten. Lindenbrück wurde wie viele andere Orte schwer getroffen. 1652 lebten lediglich noch der Schulze und ein Kötter. Alle anderen Höfe waren wüst gefallen. Allerdings erholte sich Lindenbrück offenbar auch schnell. 1655 bestanden neben dem Schulzen bereits wieder acht Bauern und acht Kossäten, darunter ein Müller in ein dem Schulzen dienender Kossäte. Der Ort besaß die Fischereirechte; es gab eine Erbwassermühle.

### 18. Jahrhundert
Im Jahr 1711 gab es nach wie vor acht Bauern, allerdings nur noch sieben Kossäten. Hinzu kamen der Müller, der Hirte sowie ein Knecht und zwei Paar Hausleute. Sie zahlten für die zehn Hufen je acht Groschen Abgaben. 1743 waren es ebenfalls acht Bauern, mittlerweile wieder acht Kossäten. Es gab eine Wassermühle mit einem Gang, erstmals einen Dorfkrug sowie ein Forsthaus außerhalb des Ortes. 1754 wurde ein Elsbruch von 383 Morgen südwestlich des Ortes gerodet und mit 12 „ausländischen kleinen Ackerwirten“ besetzt, später Etablissement Salzäcker genannt. Es ging auf einen Erbeigentums- und Zinskontrakt mit dem Oberamtmann Bethge zurück – allerdings gab es einen Einwand der Gemeinde gegen die Ansiedlung, da sie Probleme mit der Hütung sahen. 1755 lebten in Lindenbrück der Lehnschulze, der mittlerweile drei Hufen bewirtschaftete, einen davon aus einem wüsten Kossätenhof. Es gab weiterhin sieben Einhufner, die jedoch nur als Kossäten betrachtet wurden sowie acht Kossäten. Drei waren Ganzkossäten, darunter der Müller, fünf Halbkossäten. Neben fünf Büdnern lebten im Ort der Krüger, erstmals ein Schulmeister, ein Nachtwächter und zwei Hirten und ein Unterförster. Mittlerweile hatten sich auch einige Gewerke im Ort niedergelassen. Von den zwei Schneidern war einer auch der Schulmeister. Es gab einen Radmacher und fünf Einlieger sowie eine Wassermühle.  1771 werden 16 Giebel (= Häuser) genannt.

### 19. Jahrhundert
1801 gab es 27 Feuerstellen (= Haushaltungen) einschließlich des Etablissements Salzäcker: Es gab einen Lehnschulzen, acht Ganzbauern, sechs Ganzkossätten, sieben Büdner und drei Einlieger. Im Ort arbeitete ein Radmacher; es gab einen Krug, eine Wassermühle sowie den königlichen Unterförster des Zossener Reviers. 1840 zählte der Ort bereits 32 Wohnhäuser. Nach einem Eintrag im Urmesstischblatt brannte der Ort 1841 fast vollständig nieder. 1858 gab es 12 Hofeigentümer, die 15 Knechte und Mägde sowie zwei Tagelöhner beschäftigten. Es gab 19 nebengewerbliche Landwirte und 25 Arbeiter sowie zwei Bediente. In Lindenbrück gab es 31 Besitzungen. Die größte umfasste 769 Morgen, eine weitere 380 Morgen. Weitere 14 Besitzungen kamen zusammen aus 2280 Morgen und waren zwischen 30 und 300 Morgen groß. Vier weitere waren zwischen 5 und 30 Morgen groß (zusammen 33 Morgen), elf unter fünf Morgen. Es gab zwei Schneidergesellen, einen Tischlermeister, einen Stellmachermeister und einen Gesellen, einen Böttchermeister, zwei Maurergesellen, einen Grobschmiedemeister und einen Gesellen, fünf Händler und zwei Höker, einen Krug, einen Beamten und neun Arme. 1860 standen in Jachzenbrück ein öffentliches Gebäude, 38 Wohngebäude und 78 Wirtschaftsgebäude, darunter eine Wassergetreidemühle und eine Wassersägemühle, dabei sind die Gebäude des Etablissement Salzäcker nicht miteingerechnet. 1874 wurde der bisher selbständige Ort Funkenmühle eingemeindet.

### 20. und 21. Jahrhundert

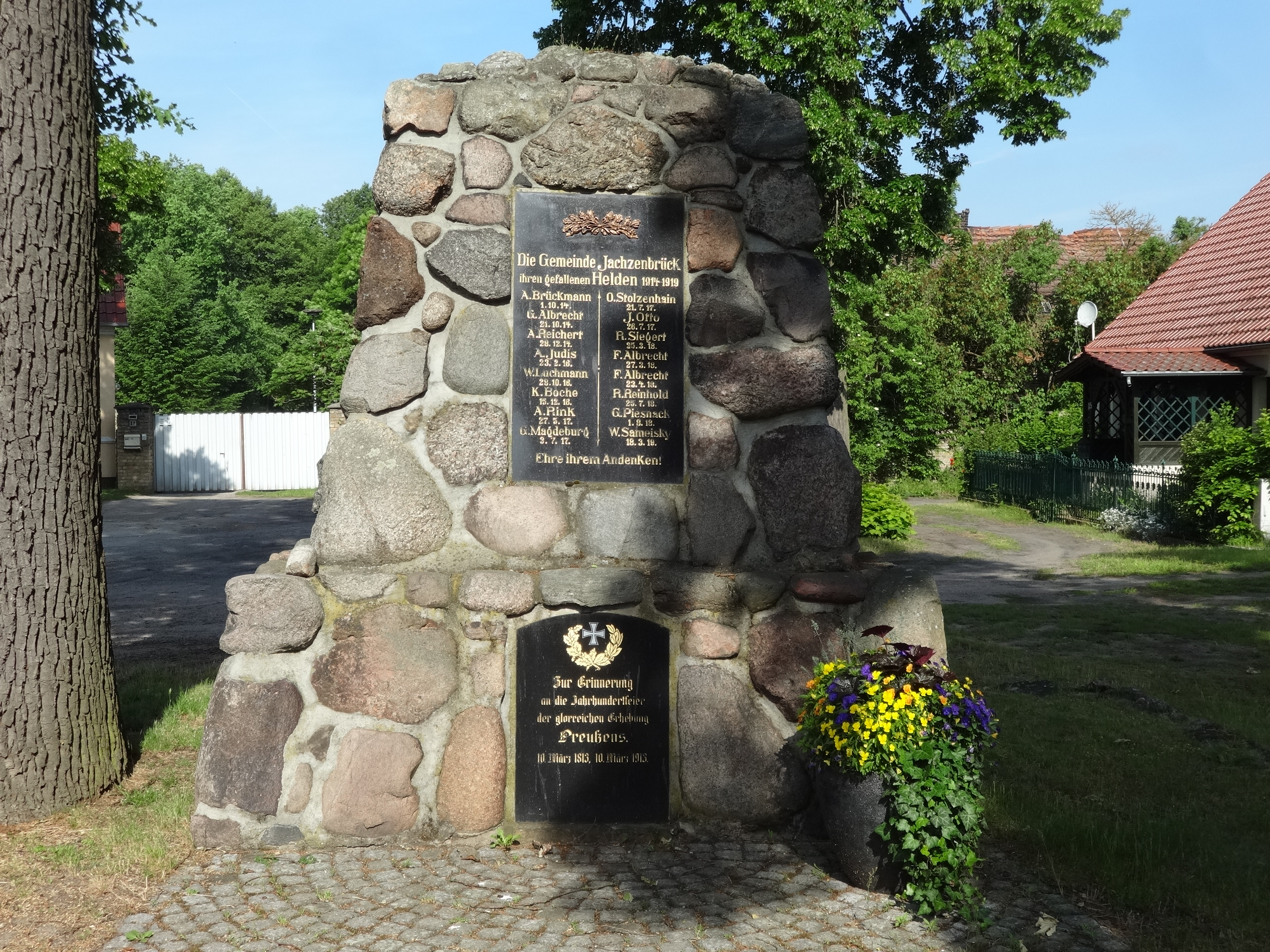
Gefallenendenkmal

Im Jahr 1900 gab es 72 Häuser. Im Jahr 1927 bestand Lindenbrück neben dem Dorf aus der Häusergruppe Villenkolonie. Ein Jahr später wurden Exklaven des Gutsbezirks Zehrensdorf beim Großen und Kleinen Möggelinsee eingemeindet. 1929 wurde das Etablissement Salzäcker an Fernneuendorf angegliedert. 1931 war Jachzenbrück auf 79 Wohnhäuser und 486 Personen angewachsen. 1932 bestand die Gemeinde mit den Wohnplätzen Beutenberg, Funkenmühle und Villenkolonie. Im Nationalsozialismus wurde der Ortsname 1937 germanisiert und der Ort in Lindenbrück umbenannt.
1945 wurden im Zuge der Bodenreform 273 ha enteignet und davon 223 ha neu aufgeteilt. 1950 gab es die Wohnplätze Waldsiedlung, Villenkolonie Lindenbrücker Weg, Häuser am Wolziger See, Chausseehäuser an der Straße 96. Im Jahr 1953 existierte eine Landwirtschaftliche Produktionsgenossenschaft (LPG) vom Typ III mit 10 Mitgliedern und 53 ha landwirtschaftlicher Nutzfläche. Im Jahr 1961 hatte die LPG 58 Mitglieder und bewirtschaftete 226 ha Nutzfläche. Eine LPG Typ I hatte 6 Mitglieder und 42 ha Nutzfläche. Sie schloss sich 1962 an die größere LPG Typ III an. 1964 schloss sich auch die LPG Typ I in Zesch am See an die LPG Typ III in Lindenbrück an. 1974 wurde Zesch am See eingemeindet. Mit der Bildung der Verwaltungsgemeinschaften 1992 im Land Brandenburg kam Lindenbrück zum 28. Februar 1992 in das Amt Zossen.
Am 27. September 1998 wurde Lindenbrück zusammen mit Waldstadt in die Gemeinde Wünsdorf eingegliedert.
Mit der Auflösung des Amtes Zossen wurde auch die Gemeinde Wünsdorf mit ihren Ortsteilen Lindenbrück und Waldstadt aufgelöst und in die Stadt Zossen eingegliedert. Lindenbrück erhielt den Status eines Ortsteils von Zossen, Zesch am See wurde Gemeindeteil von Lindenbrück. Wünsdorf erhob Kommunalverfassungsbeschwerde gegen die Auflösung der Gemeinde und deren Eingliederung nach Zossen, die jedoch teils verworfen, im Übrigen aber zurückgewiesen wurde.
| Jahr | Einwohner                             |
| ---- | ------------------------------------- |
| 1583 | ca. 90 bis 110 (9 Bauern, 9 Kossäten) |
| 1734 | 119                                   |
| 1772 | 120                                   |
| 1801 | 148                                   |
| 1817 | 151                                   |
| 1840 | 215                                   |
| 1858 | 306                                   |
| 1895 | 366                                   |
| 1925 | 340                                   |
| 1939 | 486                                   |
| 1946 | 477                                   |
| 1964 | 372                                   |
| 1971 | 369                                   |
|      | Anm.: 1.                              |

## Kirchliche Verhältnisse
Der Ort besaß von alters her keine eigene Kirche, sondern war nach Zossen eingepfarrt. 1755 wurden sie nach Wünsdorf inkorporiert.

## Kultur und Sehenswürdigkeiten

### Naturdenkmale
Die Liste der Naturdenkmale verzeichnet eine
- Friedenseiche auf dem Dorfanger von Lindenbrück. Die Eintragung erfolgte wegen ihrer Ortsbild prägenden Schönheit und der landeskundlichen Bedeutung

### Bodendenkmale
Die Bodendenkmalliste des Landes Brandenburg von 2009 weist für Schöneiche acht Bodendenkmale aus:
- Dorfkern (Mittelalter und Neuzeit)
- Mühle (Mittelalter)
- Siedlung der Urgeschichte
- Siedlung der Bronzezeit
- Siedlung der Urgeschichte
- Siedlung der Ur- und Frühgeschichte
- Siedlung der Ur- und Frühgeschichte, Siedlung der Bronzezeit
- Siedlung der Völkerwanderungszeit, Siedlung der römischen Kaiserzeit, Siedlung der Urgeschichte

### Kultur
Die drei ehemaligen Gemeinden Funkenmühle, Lindenbrück und Zesch am See feiern jedes Jahr im Juni gemeinsam das Lindenblütenfest, das durchaus regionale Bekanntheit erlangt hat. Die 66-Seen-Regionalparkroute führt durch Lindenbrück (Tour 14).